# Pas de deux

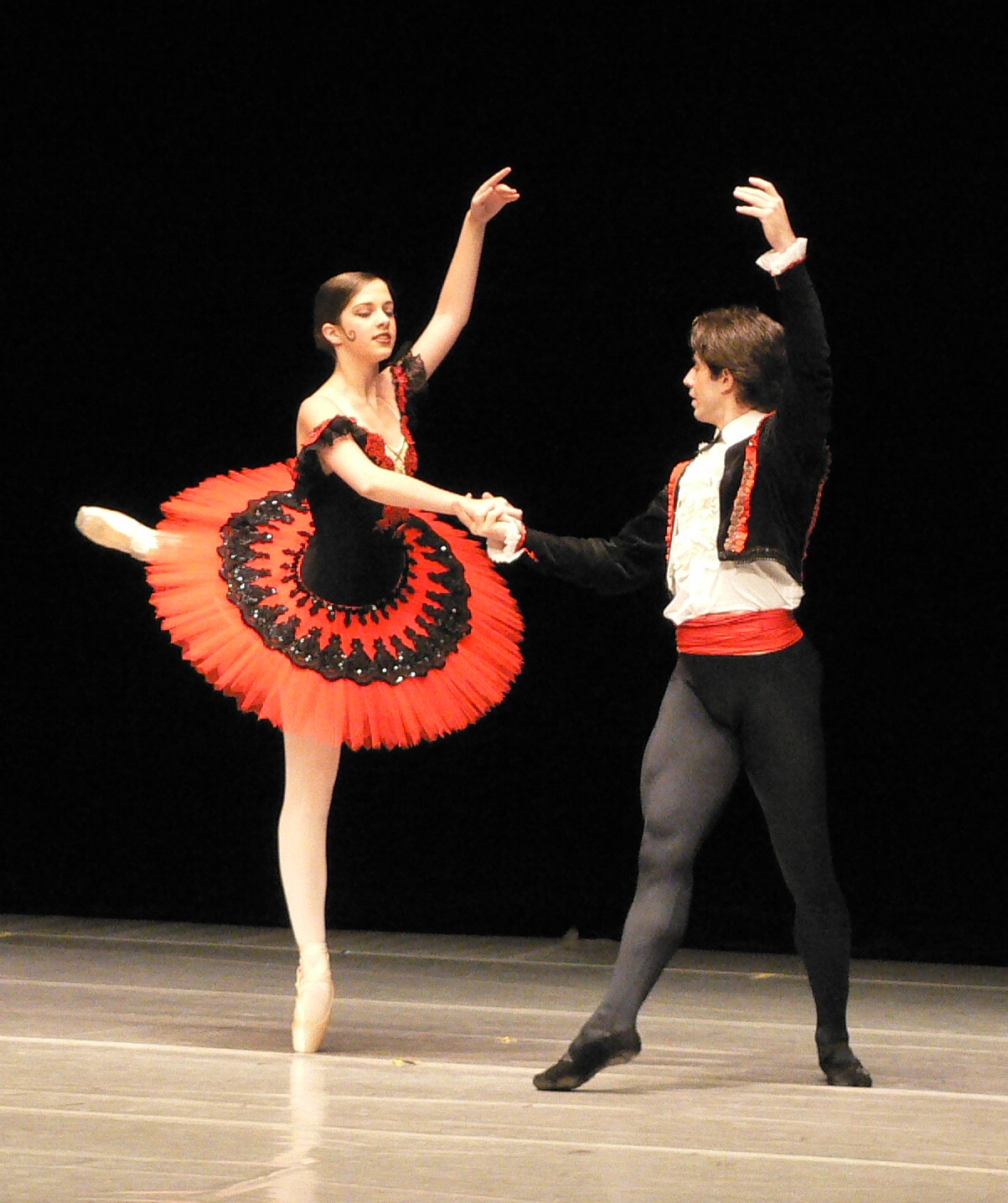
Pas de deux aus Don Quichotte

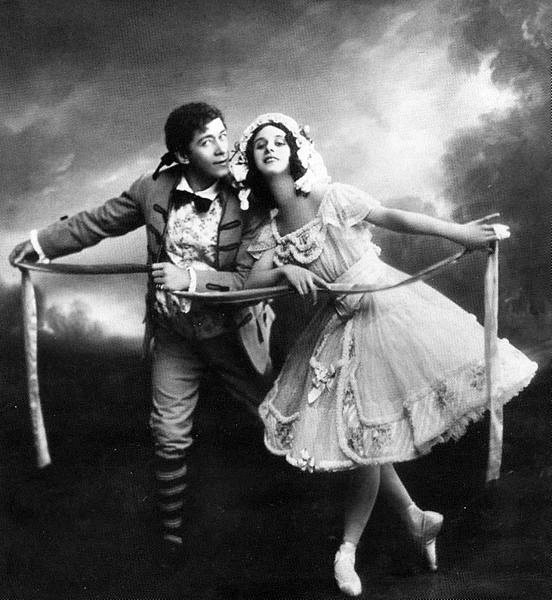
La Fille mal gardée, Bändertanz

Pas de deux (französisch „Schritte/Tanz zu Zweit“) bezeichnet ein Duett und ist häufig der Höhepunkt eines Balletts.

## Grand Pas de deux
Als Grand Pas de deux bezeichnet man das Duett eines Tänzers und einer Tänzerin, das gewissen formalen Regeln unterliegt. Es wird in fünf Phasen unterteilt:
- Entrée
- Adage
- Variationen für den Tänzer
- Variationen für die Tänzerin
- Coda.

### Erläuterungen
Beim Entrée (französisch „Auftritt“) treten die Tänzer aus der Seitengasse der Bühne und eröffnen den Tanz. Das Entrée ist meist ein Allegro im 3⁄4-Takt. Die Bezeichnung Adage ist von „Adagio“ aus der Musiksprache abgeleitet und bedeutet „langsam, ausdrucksvoll“. Die Tänzerin zeigt Balancen und Drehungen in verschiedenen Posen, wobei sie vom Tänzer gehalten, gehoben oder geführt wird. Die Coda ist der Schlusssatz und wird gemeinsam mit einem virtuosen Tanz in schnellem Tempo (meist presto) gezeigt. Die Tänzer zeigen abwechselnd schwierige Drehungen und Sprünge.

## Berühmte Pas de deux
- Schwanensee, 3. Akt: pas de deux des Schwarzen Schwans Odile mit Prinz Siegfried
- Der Nussknacker, 2. Akt: pas de deux der Zuckerfee und des Prinzen
- Dornröschen, 3. Akt: pas de deux der Prinzessin Florine und des Blauen Vogels
- Giselle, 2. Akt: pas de deux der Giselle und des Prinzen Albrecht
- Don Quichotte, 3. Akt: pas de deux der Kitri und des Basil
- Spartakus, 3. Akt: pas de deux des Spartakus und der Phrygia
- La Esmeralda, pas de deux von der Esmeralda und des Pierre Gringoire
- Blumenfest in Genzano, pas de deux von Rosa und Paolo
- Le Talisman, pas de deux von Ella und Uragan

## Andere Formen
Auch im Eiskunstlauf, Dressurreiten und Voltigieren wird ein Duett als Pas de deux bezeichnet.